# Ian Rankin
Ian Rankin (Cardenden, Fife, 28 de abril de 1960) es un escritor escoces de novela policíaca creador del Inspector John Rebus. En junio de 2002 le fue concedida la Orden del Imperio Británico.

## Biografía
La biografía oficial de Rankin afirma que, antes de ser escritor a tiempo completo, trabajó como recogedor durante la vendimia, porquero, recaudador de impuestos, periodista, secretario y músico punk; también fue brevemente tutor de literatura en la Universidad de Edimburgo. Tras graduarse en dicha universidad se mudó a Londres, donde residió cuatro años, y luego a la Francia rural para otros seis, durante los cuales desarrolló su carrera como novelista. 
En la actualidad vive en Edimburgo, está casado y tiene dos hijos, Jack y Kit.[cita requerida]

## Carrera como escritor
Rankin no se veía a sí mismo desde el comienzo como un autor de novela policiaca: de hecho, consideraba sus dos primeras novelas, Knots and Crosses ("Nudos y cruces") y Hide and Seek ("El escondite") eran novelas de ámbito general, en la tradición de otros autores escoceses como Robert Louis Stevenson o incluso Muriel Spark (quien era el tema de la tesis doctoral inacabada de Ian Rankin), por lo que su clasificación como "obras de género" lo desconcertó. Otro novelista escocés, Allan Massie, con quien Rankin coincidió en la Universidad de Edimburgo, lo animó a seguir en esa línea: "¿quién querría ser un frío escritor académico, le dijo, pudiendo ser John Buchan?".
Las novelas de la serie del Inspector Rebus se sitúan principalmente en Edimburgo, por lo que pertenecen al género que se ha denominado Tartan Noir. Cuatro de estas novelas fueron adaptadas para la televisión, y emitidas por ITV, con John Hannah en el papel principal. A comienzos de 2006, Ken Stott lo sustituyó en el papel de Rebus, y fue aclamado por muchos entusiastas de la serie como la perfecta encarnación del personaje.
Rankin ha confirmado que pronto comenzará a trabajar en una serie de cinco o seis números del cómic Hellblazer, aunque también es posible que la historia se publique como novela gráfica independiente.
En 2016 obtuvo el X Premio RBA de Novela Policiaca por su obra Perros salvajes (Even Dogs in the Wild), protagonizada por el Inspector John Rebus.

## Otros ámbitos: televisión, música
Ian Rankin es un colaborador habitual del programa cultural de BBC Two, Newsnight Review. Además, un documental en tres partes sobre el tema del mal fue emitido por Channel 4 en diciembre de 2002. En 2005 presentó en BBC4 otro documental, de 30 minutos de duración, titulado Rankin on the Staircase ("Rankin en la escalera"), en el que explicaba la relación entre casos de asesinatos reales y la ficción novelesca. Ese mismo año colaboró con el músico folk Jackie Leven en el disco Jackie Leven Said.
En 2007, Rankin apareció también en programas de la BBC4 explorando los posibles orígenes de su alter ego, John Rebus: con el título de Ian Rankin's Hidden Edinburgh ("El Edimburgo oculto de Ian Rankin") y Ian Rankin Investigates Dr Jekyll and Mr Hyde ("Ian Rankin investiga al Dr. Jeckill y Mr. Hyde"), Rankin analizó el origen de su personaje, y los hechos que llevaron a su creación.

## Obra

### Serie del Inspector John Rebus
1. Nudos y cruces (Knots and Crosses, 1987), RBA Serie Negra.
2. El escondite (Hide and Seek, 1991), RBA Serie Negra.
3. Uñas y dientes (Tooth and Nail, 1992), RBA Serie Negra.
4. Jack al desnudo (Strip Jack, 1992), RBA Serie Negra.
5. El libro negro (The Black Book, 1993), RBA Serie Negra.
6. Causas Mortales (Mortal Causes, 1994), RBA Serie Negra.
7. Muerte Helada ( Let it Bleed, 1996), RBA Serie Negra.
8. Black and Blue (Black and Blue, 1997), RBA Serie Negra. Gold Dagger Award.
9. El jardín de las sombras (The Hanging Garden, 1998), RBA Serie Negra
10. La muerte no es el final (Death is Not the End??, 1998). Novela corta. RBA.
11. Almas muertas (Dead Souls, 1999), RBA Serie Negra. 2020
12. En la oscuridad (Set in Darkness, 2000), RBA Serie Negra.
13. Aguas turbulentas (The Falls, 2001), RBA Serie Negra.
14. Resurrección (Resurrection Men, 2002), RBA Serie Negra. Premio Edgar(2004).
15. Una cuestión de sangre (A Question of Blood, 2003), RBA Serie Negra.
16. Callejón Fleshmarket (Fleshmarket Close, 2004), RBA Serie Negra.
17. Nombrar a los muertos (The Naming of the Dead, 2006), RBA Serie Negra.
18. La música del adiós (Exit Music, 2007), RBA Serie Negra.
19. Sobre su tumba (Standing in Another Man's Grave, 2012), y 3ª Novela del Inspector Malcolm Fox, RBA Serie Negra.
20. La Biblia de las Tinieblas (Saints of the Shadow Bible 2013) y 4ª novela del Inspector Malcolm Fox. RBA Serie Negra.
21. Perros salvajes (Even Dogs in the Wild, 2015), 5ª novela del Inspector Malcolm Fox. Premio RBA de Novela Policiaca. RBA Serie Negra.
22. Mejor el diablo (Rather be the Devil, 2016), 6ª Novela del Inspector Malcolm Fox, RBA Serie Negra. 2018
23. El eco de las mentiras (In a House of Lies, 2018), también con Siobhan Clarke y Malcolm Fox (7ª), RBA Serie Negra. 2019
24. Un rastro de lápidas (A Heart Full of Headstones, 2023), RBS Serie Negra.

- A Good Hanging and Other Stories (1992), 12 relatos cortos del Inspector Rebus
- Rebus's Scotland: A Personal Journey (2005), no ficción
- The Beats Goes On (2014), relatos.

### Serie del Inspector Malcolm Fox
1. Asuntos internos (The Complaints, 2009), Serie Negra RBA
2. Las sombras del poder (The Impossible Dead, 2011), Serie Negra RBA.

### Otras obras
- The Flood (1986, reeditada en 2005)
- Watchman (1988, reeditada en 2004)
- Westwind (1990)
- Witch Hunt (1993), firmada con el seudónimo de Jack Harvey
- Bleeding Hearts (1994), firmada con el seudónimo de Jack Harvey
- Blood Hunt (1995), firmada con el seudónimo de Jack Harvey
- Herbert in Motion and Other Stories (1997), relatos.
- Beggars Banquet (2002), relatos
- Puertas abiertas (Doors Open, 2008), Serie Negra RBA
- A Cool Head (2009)
- Dark Entries (2009), novela gráfica con el personaje de John Constantine

### Teatro
- Dark Road (2014). Escrita en colaboración con Mark Thomson.